# Mout
Pour les articles homonymes, voir Mout (homonymie).
Dans la mythologie égyptienne, Mout (« la Mère, la Féminine ») est une déesse symbolisant les valeurs maternelles. Déesse dangereuse, elle se transforme en lionne aux griffes acérées mais sait aussi, drapée en vautour, veiller sur les hommes et leur redonner la vie. Elle est aussi la déesse vautour du sud de l'Égypte.
Dans la triade de Thèbes, Mout est l'épouse d'Amon et la mère du dieu lunaire Khonsou. Elle a l'aspect de Sekhmet, mais plus généralement celui d'une femme coiffée de la couronne blanche ou d'un vautour.

## Symboles et culte de la déesse Mout

### Aspects
Elle est représentée sous la forme d’un vautour, ou sous celle d’une femme portant sur la tête la dépouille d'un vautour, parfois surmontée du pschent (la double couronne d'Égypte), tenant un sceptre de papyrus et le signe Ânkh.
Lorsqu'elle est une des formes de la « Déesse Lointaine » elle est alors représentée sous la forme d'une lionne aux griffes acérées. Elle fut aussi de temps en temps représentée avec des ailes comme déesse du ciel, apparaissant comme un vautour ou comme une vache derrière Amon émergeant des eaux du Noun.

Mout et le dieu Amon.
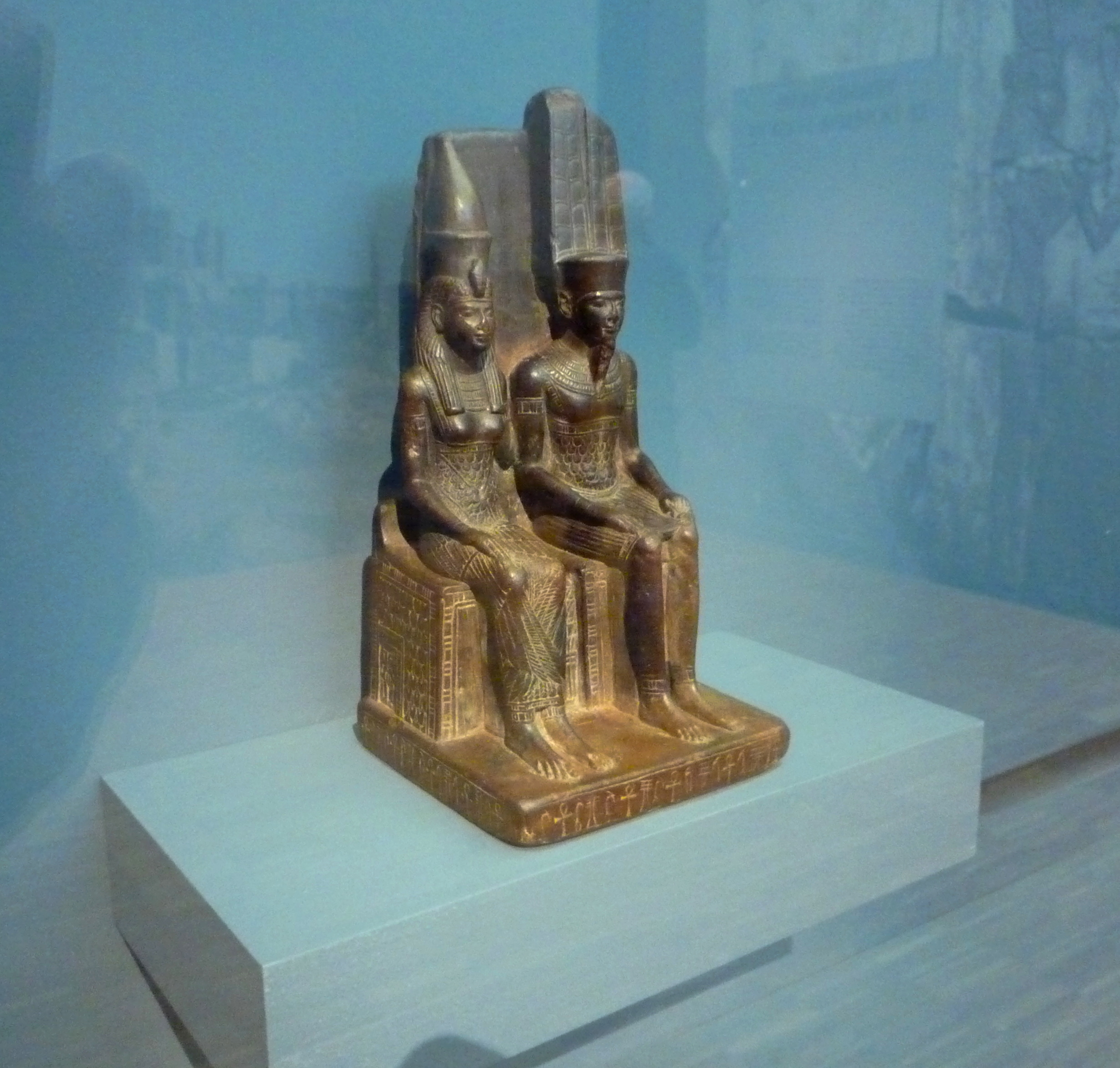
Mout et Amon lors de l'exposition Servir les dieux d'Égypte au musée de Grenoble.

### Attributs divins
Ce sont le pschent, la dépouille de vautour et parfois le disque solaire. La déesse porte souvent le sceptre floral des déesses.  Ses éléments sont la terre, l'air et le feu. Ses couleurs sont le bleu, le rouge, et le jaune. Son animal sacré est le vautour.

### Fêtes
Ce sont celles de la triade thébaine, c'est-à-dire liées à Amon. On citera la fête d'Opet, ainsi que la belle fête de la vallée.

### Lieux de culte
Le principal se trouve à Karnak, dans l'enceinte dite de Mout où elle est la « Dame de L'Ischéou ». D'autres sanctuaires sont attestés à Napata, Hermonthis, Bubastis, Memphis et Tanis.